# Wakolda
Wakolda (bra: O Médico Alemão) é um filme franco-noruego-hispano-argentino de 2013, dos gêneros drama, suspense e ficção histórica,  dirigido e escrito por Lucía Puenzo, baseado em sua obra homônima. 
Foi selecionado como representante da Argentina à edição do Oscar 2014, organizada pela Academia de Artes e Ciências Cinematográficas.[carece de fontes?]

## Sinopse
No verão de 1960, a caminho de Bariloche, família argentina conhece um forasteiro alemão que acaba se hospedando em sua pousada. Esse estrangeiro é ninguém menos que Josef Mengele. 

## Elenco
- Àlex Brendemühl - Josef Mengele/Helmut Gregor
- Florencia Bado - Lilith
- Diego Peretti - Enzo
- Natalia Oreiro - Eva
- Elena Roger - Nora Eldoc
- Guillermo Pfening - Klaus
- Alan Daicz - Tomás
- Juan I. Martínez - Otto
- Ana Pauls - enfermeira